# Strakonický obraz
Strakonický obraz (také Adorace Narozeného Krista či milostný obraz Panny Marie Vítězné ze Štěnovic) byl pozdněgotický deskový obraz, jehož vznik je datován do období před rokem 1620. Původně byl umístěn v zámecké kapli štěnovického zámku na jižním Plzeňsku, kde byl v říjnu 1620 nalezen karmelitánským mnichem Dominikem à Jesu Marií a převezen na bojiště bělohorské bitvy. Následně byl 8. května 1622 v Římě slavnostně translatován a uložen do kostela Santa Maria della Vittoria, kde byl roku 1833 zničen při rozsáhlém požáru.

## Název
Název obrazu zahrnuje dobový omyl. V tištěné biografii Jana Caramuela z Lobkovic ze 17. století je uvedeno, že byl obraz nalezen na zámku, rozprostírající se ho nad překrásným rybníkem nedaleko Plzně. I následné dobové prameny pracují s chybným faktem, že místem nalezení bylo město Strakonice (Straconitz). Při translaci milostného obrazu v Římě 8. května 1622 je však jasně uveden název obce Štěnovice (Stenouiz), kde patrně na přelomu 16. a 17. století stávalo na korytem řeky Úhlavy vyvýšené panské sídlo. Štěnovice, jako místo nálezu, také přesně definuje Dominikův nejstarší životopisec Pietro della Madre di Dio, který se výpravy do Čech s ním účastnil a tím pádem byl očitým svědkem události. Název Strakonický tedy vychází z omylu, způsobeného nekorektním zapsáním místního názvu v dobových pramenech.

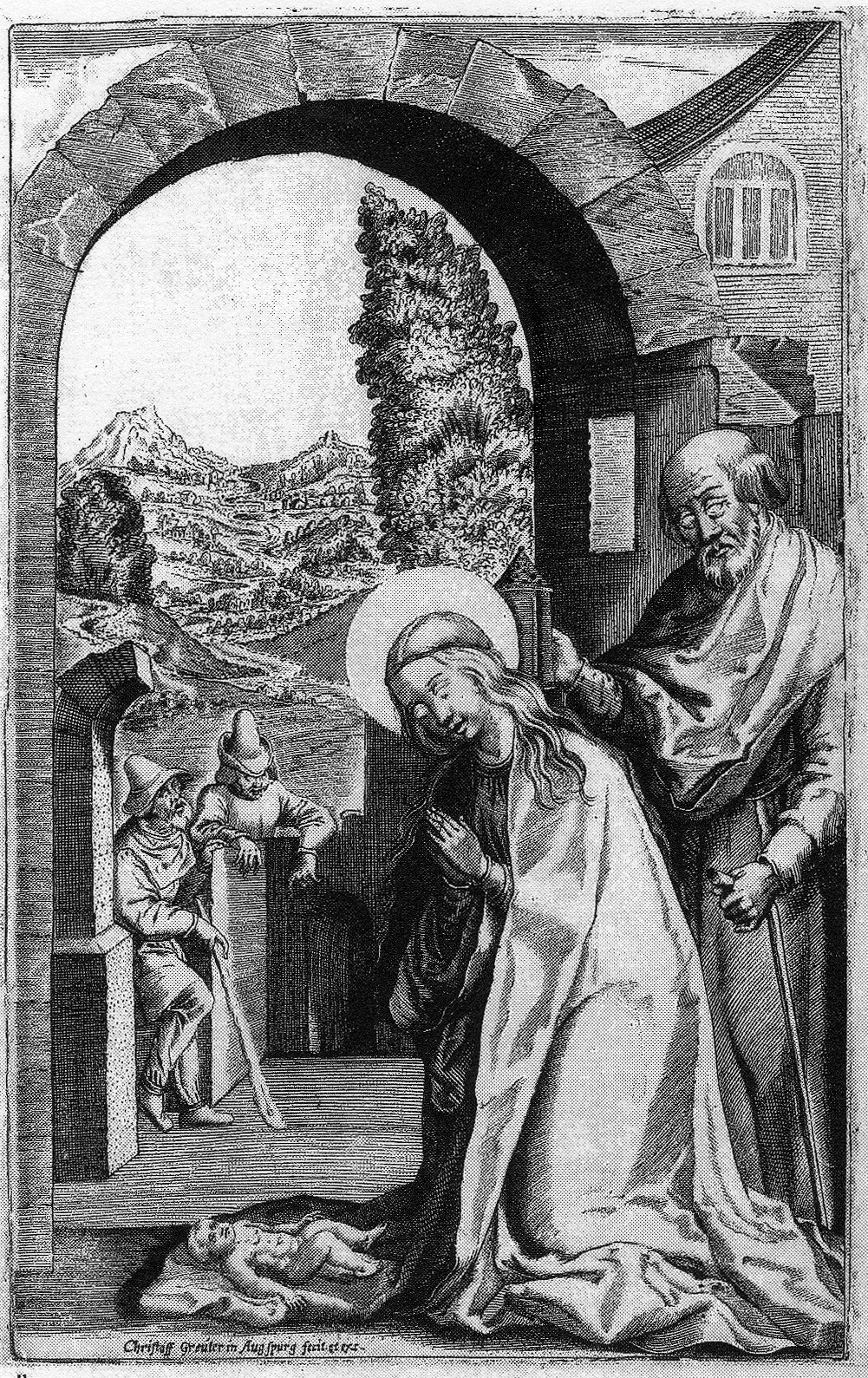
Dobová reprodukce

## Historie
O původu obrazu víme velmi málo. Mělo se jednat o malbu na křídovém podkladu. Avšak žádné prameny neuvádí přesné datum vzniku. Zcela přesně víme jen, že musel vzniknout před koncem října 1620, kdy byl nalezen Dominikem à Jesu Marií, armádním kaplanem Maximiliána Bavorského, poškozený mezi troskami nábytku na podlaze kaple na zámku ve Štěnovicích, během toho co hledali přístřeší na tamějším zámku. Ze Štěnovic se vydali na bitevní pole na Bílou horu, kde proti sobě stála vojska českým stavů a habsburského císaře se svými spojenci. Podle některých pramenů měl mít obraz pozoruhodné schopnosti (např. dokázal odrážet kulky střel). O fanatickém vystupování Dominika se Strakonickým obrazem na hrudi však panují mezi historiky neshody. Po vítězství katolického vojska na Bílé hoře a počátku rekatolizace v českých zemích, byl obraz převezen do Říma, kde byl na jaře 1622 slavnostně translatován a umístěn do kostela Santa Maria della Vittoria. Kostel byl však roku 1833 zasažen ničivým požárem, ve kterém byl zcela zničen i Strakonický obraz. Dle římského originálu však bylo vytvořeno několik kopií. Tři nejznámější jsou v kostele sv. Prokopa ve Strakonicích, v poutním kostele na Bílé Hoře a v karmelitánském kostele Panny Marie Vítězné na Malé Straně. Pro malostranský chrám, který po bělohorské bitvě připadl bosým karmelitánům, byla vyhotovena Robertem de Longinem a vsazena do horní části hlavního oltáře.